# Provinces du Mozambique
Les provinces du Mozambique sont au nombre de onze : dix d'entre elles sont des provinces et une, la capitale Maputo, possède un statut particulier.
| Numéro | Province     | Capitale  | Superficie (km2) | Population (2007) | Population (2015) | Région |
| ------ | ------------ | --------- | ---------------- | ----------------- | ----------------- | ------ |
| 1      | Cabo Delgado | Pemba     | 78,778           | 1 606 568         | 1 893 156         | Nord   |
| 2      | Gaza         | Xai-Xai   | 75,334           | 1 228 514         | 1 416 810         | Sud    |
| 3      | Inhambane    | Inhambane | 68,775           | 1 271 818         | 1 499 479         | Sud    |
| 4      | Manica       | Chimoio   | 62,272           | 1 412 248         | 1 933 522         | Centre |
| 5      | Maputo       | -         | 347              | 1 094 628         | 1 241 702         | Sud    |
| 6      | Maputo       | Matola    | 22,693           | 1 205 709         | 1 709 058         | Sud    |
| 7      | Nampula      | Nampula   | 79,010           | 3 985 613         | 5 008 793         | Nord   |
| 8      | Niassa       | Lichinga  | 122,827          | 1 170 783         | 1 656 906         | Nord   |
| 9      | Sofala       | Beira     | 67,753           | 1 642 920         | 2 048 676         | Centre |
| 10     | Tete         | Tete      | 98,417           | 1 783 967         | 2 517 444         | Centre |
| 11     | Zambezia     | Quelimane | 103,478          | 3 849 455         | 4 802 365         | Nord   |